# Operacja Charnwood
Operacja Charnwood – ofensywa anglo-kanadyjska przeprowadzona w dniach 8–9 lipca 1944 r. podczas bitwy o Caen, części kampanii normandzkiej w II wojnie światowej. Operacja miała na celu zajęcie okupowanego przez Niemców miasta Caen, co było jednym z najważniejszych celów aliantów od dnia lądowania w Normandii. Spodziewano się również, że atak pozwoli zapobiec przeniesieniu niemieckich jednostek pancernych z sektora anglo-kanadyjskiego do sektora amerykańskiego na zachód, gdzie przygotowywany było przełamanie frontu. Podczas operacji Brytyjczycy i Kanadyjczycy posunęli się naprzód szerokim frontem i wieczorem drugiego dnia zajęli północną część Caen do rzek Orne i Odon.
Poprzedzona kontrowersyjnym nalotem bombowym, który zniszczył znaczną część historycznego Starego Miasta w Caen, operacja Charnwood rozpoczęła się o świcie 8 lipca, kiedy trzy dywizje piechoty zaatakowały pozycje niemieckie na północ od miasta, podążając za nękającym ostrzałem artyleryjskim. Wspierany przez trzy brygady pancerne brytyjski I Korpus poczynił stopniowe postępy przeciwko 12 Dywizji Pancernej SS „Hitlerjugend” i 16 Dywizji Polowej Luftwaffe. Pod koniec pierwszego dnia operacji dnia kanadyjska 3 Dywizja Piechoty i brytyjska 3 oraz 59 Dywizja Piechoty Staffordshire oczyściły wioski na swojej drodze i dotarły na obrzeża miasta. Wkraczając do Caen o świcie następnego ranka, alianci napotkali opór pozostałości niemieckich jednostek, które zaczęły wycofywać się przez rzekę Orne. Lotnisko Carpiquet wpadło w ręce Kanadyjczyków wczesnym rankiem, a do 18:00 Brytyjczycy i Kanadyjczycy połączyli się wzdłuż północnego brzegu Orne. Pozostałe mosty były silnie bronione lub nieprzejezdne, a przy niemieckich rezerwach pozostawionych na drugim brzegu I Korpus zakończył operację.
Operacja Charnwood była kosztowna i stanowiła taktyczny sukces dla aliantów. Niemcy wycofali się z północnego brzegu rzeki Orne, ale nie przestali wysyłać formacji na front amerykański. Niemcy ustanowili kolejną linię obrony wzdłuż dwóch grzbietów na południe od miasta. Alianci utrzymali jednak inicjatywę i rozpoczęli operację Jupiter następnego dnia, a tydzień później operację Goodwood i Atlantic, podczas których zdobyto resztę obszaru Caen.

## Tło sytuacyjne
Normandzkie miasto Caen było jednym z celów brytyjskiej 3 Dywizji Piechoty, która wylądowała na plaży Sword 6 czerwca 1944 r. Zdobycie miasta było najważniejszym zadaniem przypisanym brytyjskiemu I Korpusowi gen. Johna Crockera.
Początkowy plan operacji Overlord nakładał na brytyjską 2 Armię zadanie zajęcia miasta, a następnie utworzenia linii frontu od Caumont-l’Éventé na południowy wschód od Caen, w celu zdobycia przestrzeni dla utworzenia lotnisk polowych i ochrony lewej flanki amerykańskiej 1 Armii podczas ataku na Cherbourg. Kontrolowanie Caen i okolic dawałoby 2 Armii odpowiednią bazę wypadową do uderzenia na południe w celu zdobycia Falaise, które mogłoby następnie zostać wykorzystane jako oś obrotu w lewo, aby posuwać się dalej w kierunku Argentan, a następnie rzeki Touques w celu okrążenia wojsk niemieckich w Normandii. Teren pomiędzy Caen i Vimont był szczególnie atrakcyjny dla planistów alianckich, ponieważ był otwarty, suchy i sprzyjał szybkim operacjom ofensywnym. Jako że alianci znacznie przewyższali liczebnie Niemców w czołgach i pojazdach opancerzonych, tworzenie warunków dla bitwy mobilnej zdawało się świadczyć o na ich korzyść.
3 Dywizja Piechoty wylądowała zgodnie z planem, ale jej utrudniało zatłoczenie przyczółka, działania opóźniające Niemców na trasie natarcia i późne przybycie znacznej części wsparcia pancernego. Dywizja nie była w stanie zaatakować Caen w dniu inwazji, a jej główne elementy zostały zatrzymane na obrzeżach miasta. Późniejsze ataki nie powiodły się, ponieważ niemieccy obrońcy zostali wzmocnieni przez 12 Dywizję Pancerną SS „Hitlerjugend”. 7 czerwca Brytyjczycy rozpoczęli operację Perch, atak okrążający I i XXX Korpusu, w celu okrążenia Caen ze wschodniej i zachodniej flanki. Atak I Korpusu na południe od rzeki Orne został jednak zatrzymany przez 21 Dywizję Pancerną, zaś atak XXX Korpusu na zachód od Caen powstrzymała w pobliżu Tilly-sur-Seulles Dywizja Pancerna Lehr. Aby zmusić przeciwnika do wycofania się, Niemcy zaatakowali flankę brytyjskiej 7 Dywizji Pancernej 13 czerwca w pobliżu Villers-Bocage. W bitwie o Villers-Bocage wyparto awangardę 7 Dywizji Pancernej, a Dywizja Panser Lehr utrzymała swoje pozycje, dopóki XXX Korpus nie zdobył Tilly-sur-Seulles 19 czerwca.
Kolejna ofensywa brytyjska, o kryptonimie operacja Epsom, została rozpoczęta przez VIII Korpus 26 czerwca, po operacji Martlet, wstępnym ataku przeprowadzonym 25 czerwca w celu zabezpieczenia prawej flanki VIII Korpusu. VIII Korpus zbliżył się na zachód od Caen na przednim odcinku o długości 6,4 km od Rauray do Carpiquet. Po przejściu rzek Odon i Orne VIII Korpus miał zająć wzniesienie w pobliżu Bretteville-sur-Laize i okrążyć Caen. Niemcom udało się powstrzymać ofensywę, angażując całą swoją siłę, w tym 9 Dywizję Pancerną SS Hohenstaufen i 10 Dywizję Pancerną SS Frundsberg z II Korpusu Pancernego SS, przysłaną z frontu wschodniego wkrótce po D-Day, który był początkowo przeznaczony do kontrofensywy w kierunku Bayeux.
27 czerwca 8 Brygada Piechoty (1. batalion Pułku Suffolk, 2. batalion Pułku East Yorkshire i 1. batalion Pułku South Lancashire) z 3 Dywizji Piechoty, wspierana przez Pułku Staffordshire Yeomanry 27 Brygady Pancernej oraz specjalistyczne pojazdy z 79 Dywizji Pancernej rozpoczęły operację Mitten. Jej celem było zajęcie okupowanego przez Niemców Château la Londe i Château le Landel. Pierwszy wieczorny atak, z 1. batalionem Pułku South Lancashire na szpicy został odparty, ale już następnego dnia rano kolejne ataki osiągnęły swoje cele i doprowadziły do zniszczenia kilku niemieckich czołgów. Operacja Mitten kosztowała utratę co najmniej 268 ludzi i trzech brytyjskich czołgów. Gdyby udało się osiągnąć jej cele szybciej, 9 Brygada wspierana przez kanadyjską 9 Brygadę Piechoty uruchomiłaby operację Aberlour, aby przejąć wioski La Bijude, Épron, Galmache, Saint-Contest, Authie i Cussy, ale ta operacja została anulowana przez gen. Crockera. Obszar Châteaux został później nazwany „najkrwawszą milą kwadratową w Normandii”.
Feldmarsz. Gerd von Rundstedt, najwyższy dowódca sił niemieckich na zachodzie (OB West), polecił swoim wojskom 1 lipca stopniowe wycofywanie się z Caen, a większość niemieckich dywizji pancernych kazał przesunąć na zachodni koniec przyczółka przeciw amerykańskiej 1 Armii, ale miasto i okolice zostały uznane przez Oberkommando der Wehrmacht za fundamentalne dla obrony Normandii. OKW chciało, aby łuk linii obronnych znad kanału La Manche oparł się na zachodnich brzegach rzeki Orne, dlatego Adolf Hitler zwolnił Rundstedta i zastąpił go feldmarsz. Güntherem von Kluge. Dowiedziawszy się o tym za pośrednictwem systemu Ultra, dowódca alianckich sił lądowych, gen. Bernard Law Montgomery, zaplanował nową ofensywę mającą na celu zdobycie Caen i zapobieżenie dużemu przesunięciu sił niemieckich z sektora anglo-kanadyjskiego na front amerykański.
4 lipca kanadyjska 3 Dywizja Piechoty przeprowadziła operację Windsor, aby przejąć Carpiquet i przyległe lotnisko z rąk 12 Dywizji Pancernej SS. Carpiquet upadło 5 lipca, jednak lotnisko pozostało w rękach niemieckich.

## Preludium

### Alianci

Mapa frontu pod Caen z zaznaczonymi celami ataków ciężkich bombowców

Po nieudanych próbach zdobycia Caen przez kolejne manewry oskrzydlające, Montgomery zdecydował, że następna ofensywa będzie atakiem frontalnym. Chociaż strategiczne znaczenie Caen zmalało od czasu od D-Day, aliancki dowódca starał się przejąć kontrolę nad Bourguébus i wzniesieniami na południu. W dniu 5 lipca wydano pierwsze dyspozycje w sprawie operacji Charnwood; miała być uruchomiona o godz. 4:20, półtorej godziny przed świtem 8 lipca.
Celem nowej operacji było oczyszczenie Caen z jego obrońców aż do rzeki Orne i jeśli to możliwe, zajęcie przyczółków na południowym brzegu. Aby osiągnąć drugi z założonych celów, postanowiono wysłać przez miasto kolumnę pancerną, aby popędziła w stronę mostów; miano nadzieję, że I Korpus wykorzysta sytuację, aby przedostać się przez południowe dzielnice Caen w kierunku grzbietów Verrières i Bourguébus, torując drogę, którą brytyjska 2 Armia uderzy w kierunku Falaise
. Historyk Roger Cirillo twierdzi jednak, że operacja miała na celu jedynie oczyszczenie miasta z sił niemieckich; z powodu przecięcia go zarówno przez rzekę, jak i kanał, wszelkie próby szybkiego uderzenia dalej na południe były „najprawdopodobniej niemożliwe”.
Liczącemu 115 ty. żołnierzy I Korpusowi gen. Crockera przydzielono zadanie penetracji rzek Orne i Odon. 3 Dywizja Piechoty miała zaatakować jeden front brygady z północnego wschodu, wspierana przez 33 Brygadę Pancerną; 59 Dywizja Piechoty Staffordshire otrzymała zadanie zaatakowania frontu dwóch brygad od północy, wspierana przez 27 Brygadę Pancerną; a kanadyjska 3 Dywizja Piechoty miał uderzyć na front jednej brygady z północnego zachodu, wspierana przez kanadyjską 2 Brygadę Pancerną. Aby wywrzeć maksymalny możliwy nacisk na siły niemieckie w tym sektorze, VIII Korpus został przeznaczony do ataku z 24-godzinnym wyprzedzeniem, aby przeprowadzić kolejne uderzenia na zachód od Caen.
W świetle wniosków wyciągniętych z częściowego sukcesu Kananejczyków podczas operacji Windsor, operacja Charnwood miała zostać przeprowadzona na szerokim froncie, aby zwiększyć nacisk na niemieckie umocnienia i rozproszyć ich ogień obronny. Planiści SHAEF doradzili 10 czerwca, że najlepszym sposobem na przełamanie impasu jest użycie sił powietrznych do wsparcia ataku, dlatego Montgomery zwrócił się o pomoc do dowództwa bombowego RAF. Ciężkie bombowce zaatakowały Caen w noc poprzedzającą atak, a 15 proc. zrzuconego ładunku stanowiły bomby z opóźnionym zapłonem, które miały wybuchnąć dopiero po rozpoczęciu ataku naziemnego. Druga fala lekkich bombowców miała podążyć tuż za ciężkimi maszynami, a trzecia fala złożona z amerykańskich bombowców otrzymała rozkaz zaatakowania rano w dniu operacji.
Dodatkowe wsparcie miały zapewnić myśliwce bombardujące Hawker Typhoon wyposażone w rakiety niekierowane, monitor HMS Roberts, lekkie krążowniki HMS Belfast i HMS Emerald oraz 16-calowe działa pancernika HMS Rodney. Pięć dywizji dostarczyłoby 656 dział do ostrzału pozycji niemieckich na południu. W sumie zaplanowano, że 2 tys. ton bomb i pocisków zostanie zrzuconych na Caen, zanim rozpocznie się atak piechoty. Ze względu na bliskość obszaru docelowego od linii alianckich i wynikające z tego ryzyko ofiar od bratobójczego ognia punkt orientacyjny bombowców został przesunięty o 5500 m na południe – poza obszar, w którym znajdowała się większości głównych niemieckich umocnień okalających miasto. Po bombardowaniu trzy dywizje piechoty miały przejść przez ufortyfikowane wioski na swojej drodze natarcia i wkroczyć bezpośrednio na północne przedmieścia Caen.

### Niemcy

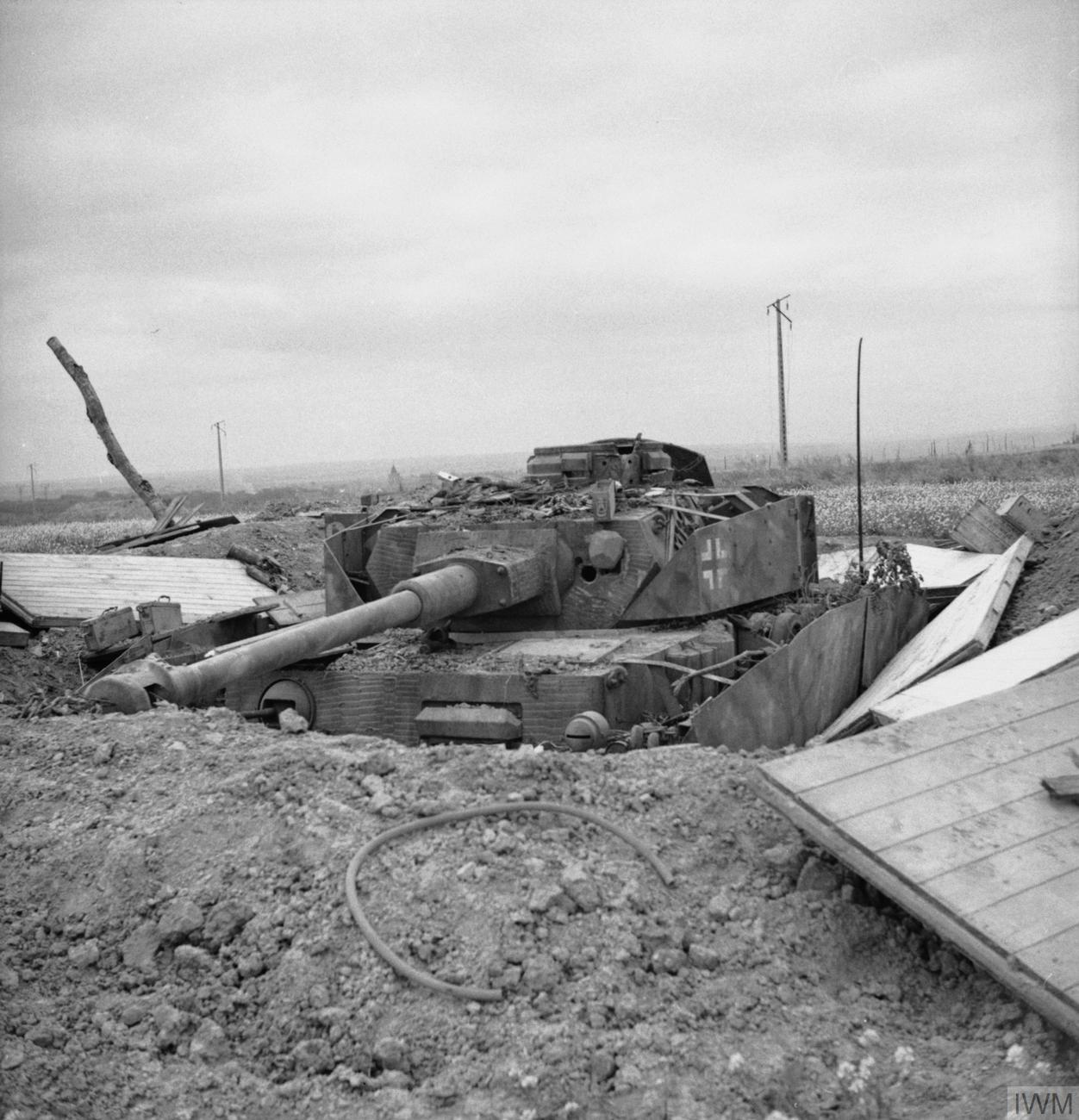
Czołg Panzer IV z 1. batalionu 22 Pułku Pancernego w okopanej pozycji obronnej niedaleko Lébisey

Obrona Caen spoczęła na barkach dwóch dywizji; 12 Dywizji Pancernej SS z I Korpusu Pancernego SS oraz 16 Dywizji polowej Luftwaffe z LXXXVI Korpusu. Oczekiwano ofensywy na miasto i założono, że kolejne ataki w dolinie Odon w kierunku rzeki Orne szybko pójdą w jej ślady. 12 Dywizja Pancerna SS dowodzona przez Kurta Meyera składała się z trzech pułków pancernych, w tym jednego – 1 Pułku Pancernego SS – „pożyczonego” od 1 Dywizji Pancernej SS „Leibstandarte SS Adolf Hitler” ze swoimi 61 ocalałymi czołgami. 12 Dywizja Pancerna SS utrzymywała północno-zachodnie podejścia do Caen, broniąc miasta i lotniska w Carpiquet przed 3 kanadyjską i 59 brytyjską dywizjami piechoty.
Główną niemiecką linię obronną, 9-kilometrowy łuk wiosek od północnego wschodu na zachód, utrzymywał 25 Pułk Pancerny SS i elementy 12 Pułku Pancernego SS. Oddziały z 26 Pułku Pancernego SS trzymały zachodnią flankę, koncentrując swoją siłę, w tym baterie moździerzowe i kilka czołgów, w okolicy lotniska Carpiquet. 1 Pułk Pancerny SS zajmował linię od Franqueville do zachodniego krańca Éterville; wioski tworzyły wzajemnie wspierające się punkty obronne z okopanymi czołgami i działami pancernymi, a linia obronna wynosiła od 3,2 do 4,8 km na głębokości, uzupełnione rowami przeciwczołgowymi, polami minowymi i innymi przeszkodami. Reszta dywizji, z 35 czołgami 12 Pułku Pancernego SS była trzymana w rezerwie, z elementami znajdującymi się na północ, zachód i na południe miasta. Większość artylerii dywizji przeniesiono z powrotem przez Orne, a centrum dowodzenia dywizją przeniesiono z opactwa Ardenne do Abbaye-aux-Dames w centrum Caen.
16 Dywizja polowa Luftwaffe była niedoświadczoną dywizją piechoty, która dopiero niedawno przybyła do Normandii, aby uwolnić 21 Dywizję Pancerną z obrony Caen i jej pozycji na wschód od kanału Caen. Dywizja była niedoszkolona i brakowało jej wystarczającej broni przeciwpancernej; aby temu zaradzić, została wzmocniona batalionem czołgów z 21 Dywizji Pancernej. Dywizję Luftwaffe rozmieszczono po obu stronach Orne, a trzy bataliony utrzymywały wioski bezpośrednio na północ od miasta. 1 Dywizja Pancerna SS znajdowała się około 8 km na południe od Caen z pułkiem dział 88 mm z III Flakkorpsu. II Korpus Pancerny SS znajdował się na zachodzie, a 10 Dywizja Pancerna SS „Frundsberg” stacjonowała około 3,2 km na południowy zachód od miasta.

### Atak lotniczy, 7 lipca

Bombowiec Handley Page Halifax z No. 4 RAF Grup nad północnym Caen w trakcie nalotu 7 lipca 1944 r.

W nocy z 7 na 8 lipca 467 samolotów Avro Lancaster i Handley Page Halifax z brytyjskiego RAF-u zaatakowało Caen, zrzucając na miasto ponad 2 tys. ton bomb głównie w celu ułatwienia natarcia anglo-kanadyjskiego i zapobieżenia dotarcia przez ruiny niemieckich posiłków do strefy bitwy lub wycofania obrońców się przez Caen; drugorzędną kwestią było stłumienie niemieckiej obrony. Pod tym względem bombardowania w dużej mierze zawiodły, główne pozycje niemieckich sił pancernych i piechoty na północ od Caen pozostały nietknięte. Kilka czołgów zostało trafionych i tymczasowo wyłączonych z akcji, ale tylko dwa Panzer IV z 12 Dywizji Pancernej SS zostały definitywnie zniszczone. Gen. Miles Dempsey, dowodzący 2 Armią brytyjską, był bardziej zainteresowany zwiększającym morale jego żołnierzy efektem psychologicznym bombardowania niż stratami materialnymi, jakie mógłby on wyrządzić Niemcom.
Przecieracze szlaków Dywizjonu 625, upuszczający znaczniki celów dla bombowców, zostali poinstruowani, aby nie pozwalać strefie docelowej „dryfować z powrotem” w kierunku linii alianckich, jak to miało miejsce we wcześniejszych operacjach. Wraz z ostrożnym przesunięciem strefy docelowej podczas etapu planowania, wiele znaczników zostało zrzuconych zbyt daleko do przodu, przemieszczając zbombardowaną strefę do Caen, dalej od niemieckiej obrony. Do godz. 22:00 7 lipca wszystkie bombowce pierwszej fali opuściły obszar misji, pozostawiając północne dzielnice Caen w 80 procent zniszczone. Uniwersytet w Caen został szczególnie dotknięty nalotem, kiedy bomby trafiły w składzik Wydziału Chemii, rozpoczynając pożar materiałów chemicznych, który wkrótce bardzo się rozprzestrzenił. O 22:50 sześć dywizjonów lekkich bombowców de Havilland Mosquito zaatakowało wyznaczone im mniejsze cele, a dziesięć minut później 636 dział szturmowych dywizji otworzyło ogień, a pancernik HMS "Rodney" i inne jednostki morskie dołączyły ze wsparciem artylerii okrętowej. Ostrzał został szczególnie zintensyfikowany przez artylerię VIII Korpusu przeciwko wioskom na północ od Caen, aby wyeliminować niemieckie punkty umocnione przed rozpoczęciem ataku piechoty.

## Bitwa

### 8 lipca
O godzinie 8:30 8 lipca artyleria I i VIII Korpusu przesunęła swój ogień głębiej wewnątrz niemieckiego pas obrony, wzdłuż osi natarcia kanadyjskiej 3 Dywizji Piechoty i brytyjskiej 59 Dywizji Piechoty Staffordshire. Gdy piechota i pojazdy pancerne wyszły z linii startowej, ostrzał powoli przesuwał się do przodu, koncentrując swój ogień na pozycjach bezpośrednio przed nacierającymi oddziałami anglo-kanadyjskimi; cztery bataliony i dwa pułki pancerne szły na front dwóch brygad. O godz. 7:00 192 amerykańskie bombowce Martin B-26 Marauder przybyły nad pole bitwy, ale znajdując je zasłonięte chmurą, tylko 87 samolotów było w stanie zrzucić bomby na cele, w sumie 135 ton. Niektóre bomby spadły wprost na kwaterę główną 12 Dywizji SS w Abbaye-aux-Dames.

Żołnierze 2. batalionu Królewskiego Pułku Warwickshire, ze składu 185 Brygady 3 Dywizji Piechoty przechodzący przez pole pszenicy podczas ostatniego ataku na Caen, lipiec 1944

Gen. Crocker rozpoczął drugą fazę operacji Charnwood o 7:30, chociaż żadna dywizja nie osiągnęła jeszcze swoich celów. 26 Pułk Pancerny SS nadal kontrolował wzniesienia wokół lotniska Carpiquet na prawej flance natarcia. Po lewej, w obliczu stosunkowo słabej obrony 16 Dywizji polowej Luftwaffe, 3 Dywizja Piechoty poczyniła znaczne postępy. Kanadyjczycy zaatakowali Lébisey i szybko przeszli się przez wioskę, choć walki nasiliły się, gdy dywizja dotarła do Hérouville. Zaniepokojony stanem dywizji Luftwaffe gen. Heinrich Eberbach, dowodzący Panzergruppe West, rozkazał 21 Dywizji Pancernej przesunąć się na północny wschód od Caen. Manewr został zauważony i kiedy dywizja próbowała przekroczyć Kanał Caen, skierowano przeciwko niej ostrzał z morza. W obliczu ryzyka poniesienia dużych strat, manewr został zaniechany. W centrum 176 Brygada 59 Dywizji napotkała znacznie silniejszy opór 12 Pułku Pancernego SS w Galmanche i La Bijude. 197 Brygada ominęła więc Galmanche i do południa dotarła do Saint-Contest.
Dalej na zachód 9 Brygada Piechoty kanadyjskiej 3 Dywizji brała udział w ciężkich walkach w Buron, którego broniło 200 żołnierzy z 12 Dywizji Pancernej SS. Przy wsparciu 10. batalionu Pułku Pancernego The Fort Garry Horse do południa miejscowość została zdobyta, chociaż kanadyjskie kompanie szturmowe poniosły 60 proc. strat. Na południe od Buron kontratak czołgów Panzer IV i Panter z 12 Pułku Pancernego SS został odparty przez niszczyciele czołgów Achilles i 17-funtowe działa przeciwpancerne 245 baterii 62 Pułku Przeciwpancernego. Trzynaście niemieckich czołgów zostało zniszczonych w jednym z najbardziej udanych działań przeciwpancernych kampanii, za cenę utraty czterech niszczycieli czołgów zniszczonych i kolejnych czterech uszkodzonych. Miejscowość Gruchy została zdobyta z mniejszym trudem, podczas gdy kanadyjska 7 Brygada Piechoty napotkała tylko ogień moździerzowy i artyleryjski w drodze do Authie. Zdobycie Authie ułatwiło atak 59 Dywizji Piechoty na Saint-Contest, po czym ta wioska też upadła, torując drogę do ataku na Caen. W trzeciej fazie operacji 7 Brygada uderzyła w kierunku dawnej kwatery głównej 12 Dywizji Pancernej SS w opactwie Ardenne, zdobywając pozycję przed północą.
Brytyjska 3 Dywizja wyparła z pozycji 16 Dywizję Luftwaffe i zbliżyła się do przedmieść Caen od północnego wschodu. O 19:15 Meyer i Eberbach zezwolili na wycofanie ciężkiego sprzętu 12 Dywizji Pancernej SS i pozostałości dywizji Luftwaffe przez Orne do południowej części Caen. Wczesnym wieczorem 12 Dywizja Pancerna SS prowadziła działania obronne przeciwko elementom 59 dywizji brytyjskiej i 3 dywizji kanadyjskiej, stopniowo wycofując się z pozycji, które nie były już możliwe do utrzymania. Doniesienia o odwrocie przeciwnika dotarły do dowództwa anglo-kanadyjskiego, ale patrole badające niemieckie stanowiska stworzyły fałszywe przekonanie, że wycofanie się Niemców jeszcze nie nastąpiło.

### 9 lipca

Żołnierz brytyjskiego I Korpusu na ulicy Caen podczas operacji Charnwood

Brytyjskie i kanadyjskie patrole zaczęły infiltrować miasto o świcie 9 lipca. Lotnisko w Carpiquet w końcu wpadło w ręce aliantów wczesnym rankiem, gdy kanadyjska 3 Dywizja Piechoty odkryła, że 26 Pułk Pancerny SS wycofał się w nocy. Ponieważ sytuacja na północ od rzeki stawała się coraz bardziej niepewna, grupy bojowe 21 Dywizji Pancernej i pozostałe pułki 12 Dywizji Pancernej SS powoli wycofały się przez Orne, kierując się na grzbiety Verrières i Bourguébus.
Do południa brytyjska 3 Dywizja Piechoty dotarła do północnego brzegu Orne, pokonując ostatnie elementy 16 Dywizji polowej Luftwaffe. Kilka godzin później Brytyjczycy i Kanadyjczycy spotkali się w centrum miasta i do 18:00 północna część Caen była już pod kontrolą aliantów; wszystkie cele I Korpusu zostały osiągnięte. Kilka mostów w Caen pozostało nienaruszonych, ale zostały one albo zablokowane przez gruz, albo były silnie bronione przez wojska niemieckie na południowym brzegu, zaś 1 Dywizja Pancerna SS już zajęła pozycje, aby przeciwstawić się dalszemu natarciu Sprzymierzonych.
12 Dywizja Pancerna SS (pod koniec bitwy siła piechoty walczącej w ramach dywizji została zmniejszona do siły batalionu) twierdziła, że w ciągu dwóch dni zniszczyła 103 brytyjskie i kanadyjskie czołgi za cenę utraty 20 własnych. Po wejściu do Caen wojska anglo-kanadyjskie zastały je w ruinach, a 80 proc. powierzchni Starego Miasta zostało zniszczone przez naloty z 7 lipca. Gruzy, które zapełniały ulice, praktycznie uniemożliwiały brytyjskim czołgom manewrowanie przez północną część miasta, uniemożliwiając 2 Armii wykorzystanie sukcesu I Korpusu. Bez posiadania terenu otaczającego południe miasta nie można było zaś uzyskać żadnych dalszych korzyści płynących z kontrolowania Caen, więc do popołudnia 9 lipca operacja Charnwood zakończyła się.

## Następstwa

### Analiza
Niemcy zostali zmuszeni do wycofania się z północnego brzegu Orne, ale oddziały alianckie nie były w stanie przejść na jej południowy brzeg. Siły niemieckie okopały się na przeciwległym brzegu, aby zablokować wszelki ruch na południe. Montgomery odwołał atak na drugi brzeg Orne, ponieważ dalsze natarcia byłyby zbyt kosztowne względem osiąganych zysków. Dla francuskiej opinii publicznej operacja była natomiast prawdziwym przełomem; po zdobyciu Caen cywile w okupowanych kraju wierzyli teraz, że wyzwolenie Francji jest naprawdę możliwe.

Brytyjski żołnierz niesie ocaloną francuską dziewczynkę przez ruiny Caen, 10 lipca 1944 r.

Histroyk Antony Beevor nazwał operację Charnwood częściowym sukcesem, ponieważ choć znaczna część Caen została zajęta, Brytyjczycy i Kanadyjczycy nie zdołali zdobyć wystarczającej powierzchni, aby rozwinąć natarcie swoich jednostek; większość kanadyjskiej 1 Armii wciąż czekała w Wielkiej Brytanii na przerzut do Normandii. Carlo D’Este napisał, że operacja Charnwood poprawiła pozycję 2 Armii, ale bez wysoko położonego terenu na południu Caen było bezużyteczne, zdobycie miasta uznał za zbyt małe i zbyt późne, puste zwycięstwo. Chester Wilmot napisał, że kontrolowanie południowych przedmieść Caen wraz z ich fabrykami i siecią łączności byłoby dla Montgomery’ego większą znaczącą nagrodą niż dalsze utrzymanie zagrożenia dla okupowanego przez Niemców Paryża. Buckley i Copp zauważyli, że już przed utratą miasta Niemcy – osłabieni walkami na przełomie czerwca i lipca – zajęli pozycje obronne na wzgórzach na południe od Orne, co zablokowało planowaną wcześniej drogę do Falaise.
Copp napisał także, że brytyjska 2 Armia odniosła ważne zwycięstwo operacyjne podczas operacji Charnwood, a Towarzystwo Badań Historycznych odnotowało, że ataki były sukcesem zarówno taktycznym, jak i operacyjnym. W następstwie tego najwyższy dowódca sil alianckich, gen. Dwight Eisenhower wyraził zaniepokojenie tym, że przełamanie frontu jest wciąż mało prawdopodobne. Montgomery uważał inaczej; wytrwałość niemieckiej obrony nie była dla niego barometrem jej długowieczności. Feldmarsz. Erwin Rommel wspomniał ppłk. Caesarowi von Hofackerowi po operacji Charnwood, że linia frontu we Francji może wytrzymać już tylko trzy tygodnie. Hofacker był członkiem niemieckiego ruchu oporu związanym ze spiskiem na życie Hitlera i według historyka Andrew Trew, ten komentarz Rommla doprowadził do ustalenia ostatecznego planu zamachu z 20 lipca.

6-funtowe działo przeciwpancerne z 1. batalionu Pułku King’s Own Scottish Borderers, części 9 Brygady brytyjskiej 3 Dywizji Piechoty, wraz z dwoma czołgami M4 Sherman w pobliżu kościoła St-Pierre (św. Piotra) w Caen, 10 lipca 1944

Poważne straty poniesione przy próbach utrzymania statycznej obrony w czerwcu doprowadziły do tarć wewnątrz niemieckiego dowództwa. 1 lipca gen. Leo Geyr von Schweppenburg, dowódca Panzergruppe West, został zastąpiony przez Heinricha Eberbacha, w związku z nieporozumieniami z Hitlerem co do sposobu przeprowadzenia kampanii. Gerd von Rundstedt, wkrótce po tym, w wieczornej rozmowie telefonicznej z feldmarsz. Wilhelmen Keitlem, szefem OKW, powiedział: „Zawrzyjcie pokój, głupcy”, na co Keitel odpowiedział: „Jeśli wątpisz w to, co robimy, przyjedź do mnie i przejmij ten bajzel”. Następnego ranka, poinformowany, że być może jego zdrowie „nie spełnia już wymogów do służby frontowej”, von Rundstedt został zmuszony do rezygnacji ze stanowiska, a Günther von Kluge zastąpił go jako dowódca OB West. Kosztowne bitwy w okolicach Caen i Saint-Lô przekonały zarówno Eberbacha, jak i von Klugego, że ich poprzednicy mieli rację. Niemcy ponieśli bardzo dotkliwe straty, co nakłoniło Hitlera do nakazania Grupie Armii B tymczasowego porzucenia dużych kontrataków i przejścia do defensywy, dopóki nie pojawi się więcej posiłków, które wzmocnią front.
Trew twierdzi, że zdobycie północnej części Caen miało wydatny wpływ psychologiczny na ludność francuską, przekonując ją, że alianci weszli do ich kraju na dobre i że wyzwolenie Francji jest tylko kwestią czasu. Według raportów po operacji Charnwood straty alianckie od 6 czerwca wyniosły ponad 30 tys. ludzi, z wyłączeniem tych, którzy zostali ewakuowani z powodu chorób i cierpiących na zespół stresu pourazowego. Buckley uważa, że Charnwood był dobrym pomysłem, ale okazał się lepszy w koncepcji niż w wykonaniu, pod wpływem rosnącej presji politycznej na 21 Grupę Armii, aby jej działania przyniosły wreszcie wymierne rezultaty. Copp napisał, że szeroko zakrojony plan ataku na całym froncie zadziałał, uniemożliwiając Niemcom przeniesienie większej siły ognia na jedną formację.

Kilku z grupy pierwszych żołnierzy, którzy wkroczyli do Caen, pozują z miejscowymi mieszkańcami przed rozbitymi witrynami sklepów, 9 lipca 1944 r.

Copp napisał, że operacja Charnwood powinna dokonać szybkiego przełomu, ale przyznaje, że bitwa była jedną z najtrudniejszych w kampanii normandzkiej. Buckley wyróżnia słabą współpracę jednostek pancernych i piechoty jako jeden z powodów tak wysokich strat aliantów; krytycznie odnosi się też do nawyku czołgistów, ustawiających swoje maszyny daleko od pozycji niemieckich i strzelających nad atakującą piechotą do celów takich jak artyleria, zamiast iść naprzód, aby dać bliskie wsparcie. Zauważa ponadto, że z niemieckiej perspektywy siłom anglo-kanadyjskim najwyraźniej brakowało chęci lub umiejętności wykorzystania swoich zalet, powołując się na opinię Kurta Meyera, że podczas bitwy alianci nie doprowadzili do zniszczenia jego 12 Dywizji Pancernej SS, umożliwiając jej odwrót. Buckley komentuje siłę obronną formacji brytyjskiej i kanadyjskiej. Niemiecka praktyka przeprowadzania natychmiastowych lokalnych kontrataków w celu odzyskania utraconego terenu kosztowała ich wielu najlepszych żołnierzy, straty, na które nie mogli sobie już wtedy pozwolić. Ilustruje to przykładem tego typu akcji, podczas której Niemcy stracili 13 czołgów od ognia brytyjskich dział samobieżnych.
Na północnym brzegu od rzeki Orne znajdującym się w rękach aliantów rozpoczęto usuwanie min, spychacze przystąpiły do prac nad odgruzowywaniem ulic, szybko sprowadzono konwój ciężarówek przewożących zapasy dla ludności cywilnej. 10 lipca francuska flaga została podniesiona nad miastem, a trzy dni później na Place Saint-Martin (placu św. Marcina) odbyła się parada, podczas której podniesiono drugą flagę do muzyki szkockich dudziarzy grających Marsyliankę.
Rommel i Eberbach umocnili pozycje obronne w południowej części Caen i wokół niej siłami 1, 9 oraz 12 Dywizji Pancernej SS, zamieniając stoki wzgórz Bourguébus i Verrières w silnie sektor umocnień. Po oddaniu wszystkich swoich rezerw pancernych Rommel przeniósł resztę swoich dywizji piechoty – 708, 276, 277 i 272 – na front anglo-kanadyjski. 8 lipca odesłał resztki Dywizji Panzer Lehr i 2 Dywizji Pancernej SS Das Reich do amerykańskiego sektora frontu. W dniu lądowania aliantów Dywizja Panzer Lehr była jedną z najpotężniejszych formacji pancernych w armii niemieckiej, na tym etapie kompanii została zredukowana do kilku grup bojowych o różnorodnej sile i przestała działać jako zwarta jednostka. 17 lipca samochód sztabowy Rommla został zaatakowany przez brytyjski myśliwiec Supermarine Spitfire, poważnie raniąc feldmarszałka. Dwa dni później został on zastąpiony jako dowódca Grupy Armii B przez Günthera von Kluge. Rommel nigdy nie wrócił już do Normandii; zamieszany w spisek na życia Hitlera 14 października został zmuszony do popełnienia samobójstwa.

Królewscy Inżynierowie przemierzają ruiny Caen, szukając min konwencjonalnych oraz min-pułapek, 10 lipca 1944 r.

Częściowe zdobycie Caen pozwoliło gen. Omarowi Bradleyowi, dowódcy amerykańskiej 1 Armii, przyspieszyć jego plany przełamania frontu w Normandii. Wkrótce po zakończeniu operacji Charnwood amerykański VII Korpus zaatakował pozycje niemieckie w Saint-Lô, których 2 Dywizja Pancerna SS miała bronić „za wszelką cenę”. 18 lipca, po ośmiu dniach walk, podczas których 95 proc. powierzchni miasta zostało zrównane z ziemią, a VII Korpus poniół ponad 5 tys. ofiar, Saint-Lô zostało zdobyte przez Amerykanów.
Tego samego dnia 2 Armia rozpoczęła operację Goodwood z 1100–1300 czołgów w największej bitwie pancernej w historii armii brytyjskiej. VIII Korpus gen. Richarda O’Connora kierował natarciem w kierunku wzgórza Bourguébus trzema dywizjami pancernymi, wspieranymi przez I Korpus. Po wstępnym bombardowaniu w wykonaniu 1056 ciężkich bombowców, elementy 11 Dywizji Pancernej, Dywizji Pancernej Gwardii i 7 Dywizji Pancernej zaatakowały pozycje LXXXVI Korpusu na północ od Bourguébus, ale pomimo zdobycia około 11 km terenu, silny opór uniemożliwił VIII Korpusowi zdobycie wzgórza. Jednocześnie świeżo sformowany II Korpus Kanadyjski gen. Guya Simondsa rozpoczął ofensywę na wzgórze Verrières o kryptonimie operacja Atlantic. II Korpus napotykał ciężki opór; podczas siedmiodniowej bitwy Kanadyjczycy ponieśli 2800 ofiar, a wzgórze Verrières pozostanie w rękach niemieckich do 8 sierpnia.

### Tytuły honorowe
System tytułów honorowych Wielkiej Brytanii i Brytyjskiej Wspólnoty Narodów upamiętnia bitwę o Caen tytułem honorowym Caen przyznanym 55 jednostkom za udział w zdobywaniu miasta w dniach 4–18 lipca 1944 r. Nadawanej w latach 1956–1959 nagrodzie towarzyszyły wyróżnienia za uczestnictwo w operacji Charnwood. Za udział w zdobyciu północnej części Caen w dniach 8–9 lipca trzy jednostki otrzymały tytuł honorowy Orne, dziewięć The Orne, a dwie za The Orne (Buron).

### Bombardowanie
Hastings napisał, że bombardowanie Caen stało się przez wielu postrzegane jako „jeden z najbardziej daremnych ataków powietrznych tej wojny”, a Beevor nazwał ten atak „katastrofą”. Reynolds ocenił skutki bombardowania jako „żałosne”, a D’Este napisał, że bombardowanie tylko utrudniło alianckim wojskom poruszanie się po mieści. Generałowie lotnictwa E. J. Kingston-McCloughry i Solly Zuckerman przeprowadzili ankietę, po której doszli do wniosku, że nie został zaatakowany żaden cel o wartości militarnej, nie było pozycji broni ciężkiej, czołgów ani Niemców w strefie docelowej. Przeprowadzili wywiady z żołnierzami 3 Dywizji Piechoty, którzy podobno byli oszołomieni tym, że bombowce zostały zaangażowane do tego zadania. Inne zdanie wyraża oficjalny historyk 3 Dywizji, Norman Scarfe, który napisał o żołnierzach piechoty: 

...po raz pierwszy od tygodni każdy oddychał swobodnie. Pełne wsparcie Sił Powietrznych napełniło ich serca odwagą

Brytyjski żołnierz pomaga starszej kobiecie poruszać się po ruinach Caen

Oficjalny historyk armii kanadyjskiej, płk Charles Perry Stacey odnotował, że kilka kanadyjskich formacji zgłosiło wzrost morale po operacji. Wilmot napisał, że bombardowanie było niezbędne, ponieważ podniosło morale 2 Armii, a obniżyło morale niemieckich obrońców. Raport wywiadu 21 Grupy Armii, oparty na przesłuchaniu niemieckich jeńców stwierdzał, że nalot był „decydujący”; najwyraźniej zniszczył kwaterę główną pułku piechoty Luftwaffe na północ od Caen i pozbawił wojska niemieckie na północ od miasta amunicji i racji żywnościowych następnego dnia rano. Ellis, Trew oraz Badsey napisali, że nalot miał na celu odcięcie niemieckich posiłków od pola bitwy i utrudnienie próby wycofania się na południe od rzeki Orne. Stacey napisał, że „oczywiste i pożądane” było, aby dla maksymalnej korzyści alianckie siły lądowe posuwały się naprzód tuż za ostrzałem. Gray stwierdził, że bombardowanie wpłynęło na morale obu stron, ale było to tymczasowe oraz że nikt „nie może w zadowalający sposób odpowiedzieć na pytanie, dlaczego miasto zostało zbombardowane”.
Zespół analizy operacyjnej doszedł do wniosku, że bombardowanie pierwszego obszaru docelowego na północny zachód od Caen było dokładne, stwierdzając, że środek 90-procentowej strefy (obszar, w którym spadło 90 proc. bomb) miał 180–270 m na wschód od punktu orientacyjnego, z niewielkim rozrzutem na południe i zachód. Badanie obszaru po jego zdobyciu wykazało pewne zniszczenia wśród niemieckiego sprzętu, w tym wraki dziesięciu z czterdziestu ciężarówek, które prawdopodobnie znajdowały się w okolicy w czasie nalotu. 48 godzin, które upłynęły pomiędzy bombardowaniem a przyjęcie kontroli nad tym obszarem, pozwoliły Niemcom na powrót do pełnej sprawności bojowej po każdym szoku i dezorientacji spowodowanym nalotami oraz na uratowanie części uszkodzonego sprzętu. Badanie drugiej strefy docelowej, „Northern Caen”, nie ujawniło 90-procentowej strefy, ale zauważono, że opóźniający efekt bombardowania przedmieść był znaczący i spowodował znaczne opóźnienia w przejazdach obu stron, przez kratery po bombach i zagruzowanie dróg. Zespół analizy operacyjnej doszedł do wniosku, że sukces operacji Charnwood w niewielkim stopniu zależał od bombardowania i wydał zalecenia, w tym zmianę bomb z opóźnionym zapłonem na zrzucenie większej liczby mniejszych bomb przeciwpiechotnych i szybkie natarcie sił lądowych postępujące też za bombardowaniem z powietrza, aby wykorzystać jego główny efekt, który było czasowe stłumienie niemieckiej woli oporu. W operacji Goodwood, Bluecoat, Cobra, Totalize i Tractable 21 Grupa Armii lepiej wykorzystała efekt przygotowawczych ataków bombowców strategicznych, wysyłając wojska natychmiast po bombardowaniu.

Następstwa bombardowania Caen z 7 lipca 1944

Brytyjczycy początkowo ogłosili, że podczas nalotu zginęło około 6 tys. cywili, lecz sowiecki korespondent wojenny związany z 21 Grupą Armii, ppłk Kraminow podał liczbę aż 22 tys., co zostało wykorzystane przez francuskich komunistów w powojennej propagandzie antybrytyjskiej. Później ustalono, że podczas nalotu zginęło 300–400 cywilów. Mieszkańcy Caen odetchnęli z ulgą i powitali wyzwolicieli; francuskie relacje z tamtych czasów twierdzą, że „całe Caen była na ulicach, aby ich przywitać”. Chociaż Ellis nazwał francuskie powitanie „żałosnym”, żadna jednostka aliancka nie odnotowała żadnych skarg dotyczących ich przyjęcia. Stacey napisał, że miejscowa ludność „była szczególnie zachwycona ty, gdy miasto zostało częściowo wyzwolone przez francuskojęzycznych żołnierzy z Kanady”. Beevor napisał, że większość populacji była odrętwiała od szoku i zacytował brytyjskiego żołnierza, który przypomniał, że „większość kobiet płakała, była zrozpaczona i udręczona”. Już 12 czerwca francuski ruch oporu wysłał posłańców do Brytyjczyków, informując ich o tym, że uchodźcy zbierają się w okolicach Abbaye-aux-Hommes i Hôpitaldu Bon Sauveur, i poprosili o niebombardowanie tych miejsc. Gray napisał, że po wojnie ludność miasta uważała się za zbiorowego męczennika, co można zobaczyć na pomniku ofiar wojny.

## Późniejsze operacje

### Operacja Jupiter

Żołnierze 43 Dywizji Piechoty Wessex kryją się przed niemieckim ostrzałem moździerzowym podczas operacji Jupiter

10 lipca 43 Dywizja Piechoty Wessex zaatakowała pozycje 10 Dywizji Pancernej SS na południowy zachód od Caen na Wzgórzu 112. Szturm, poprzedzony dwudniowym bombardowaniem obejmującym wsparcie okrętów morskich i myśliwców Hawker Typhoon, miał zagrozić Caen z zachodu i zepchnąć 10 Dywizję Pancerną SS. Zapewniłoby to brytyjskiej 2 Armii bazę wypadową do przyszłych ofensyw. 43 Dywizja Wessex rozpoczęła atak o świcie 10 lipca, wspierana przez dwie brygady pancerne. Do godz. 8:00 brytyjskie czołgi i piechota zostały zaangażowane w walkę z 10 Dywizją Pancerną SS i na stokach Wzgórza 112. Éterville zdobyto około południa. Podczas gdy 4 Brygada Pancerna i 43 Dywizja Wessex kontynuowały swój atak, gen. Eberbach, dowódca Panzergruppe West nalegał, aby „Wzgórze 112 było kluczowym punktem całej obrony na zachód od Caen i dlatego musi zostać utrzymane”.
102. batalion czołgów ciężkich SS i 1 Dywizja Pancerna SS zaangażowano w jego obronę. 4 Brygada Pancerna dotarła na szczyt, ale wieczorem została zaatakowana przez resztki 1 i 12 Dywizji Pancernej SS. Brytyjską ofensywę wznowiono następnego dnia przy wsparciu pułków przeciwpancernych 2 Armii; poniosły one ciężkie straty w kolejnym kontrataku 102. batalionu czołgów ciężkich SS. Wzgórze 112 zostało na krótko zajęte przez batalion Lekkiej Piechoty Duke of Cornwall’s, ale stracił go później niemiecki kontratak późnym popołudniem. Do wieczora 11 lipca, gdy obie strony były wyczerpane i mocno ucierpiały, ofensywa osiągnęła impas. 43 Dywizja Piechoty Wessex i jej wspierające ją oddziały pancerne straciły łącznie dwa tysiące żołnierzy w ciągu dwóch dni walki.